# Зеуксид
Зеуксид (грч. Ζεῦξις; 464. п. н. е.—390. п. н. е.) је био грчки сликар из града Хераклеје у јужној Италији.
Од Плинија Старијега дознајемо да је Зеуксид насликао атлета, с натписом да ће лакше бити ту слику кудити неголи је подражавати (XXXV 63). Позната је анегдота ο Зеуксиду и Парасију сликару из Ефеса, који су се надметали за првенство у подражавању природе. Ако уметник слика карактере као Полигнот, он прелази у поезију. Полигнот се угледа на Хомера, и његове фреске нису друго него насликане епопеје: свака слика му је многочлана, тј. приказује људске односе, а из њих се види шта насликани људи хоће или неће. Њихови радови не баве се појединим човеком, да би посматрач из његова лица разумео душевне покрете или из облика тела упознао покрете телесне. Али с временом су сликари схватили свој прави задатак и пронашли за то подесна средства. Један од највећих унапређивача сликарске уметности био је Зеуксид, за чију су уметност карактеристичне ове речи Аристотелове:
„Уопште, оно што је немогуће треба правдати разлозима уметности или оним што је боље или општим мишљењем. Јер, са гледишта уметности више важи оно што је вероватно а немогуће неголи оно што је могуће а невероватно, па, ако и није могуће да стварно има онаквих људи како их је сликао Зеуксид, ипак се може одговорити да је боље приказивати их тако, јер идеал треба да надмашује стварност“ (Poet. 1461 б 10-15).
Као сликар, Зеуксид је савршенији од Полигнота, јер се боље умео служити бојама, а усавршио је и употребу светлости и сенке: „luminum umbrarumque invenisse rationem traditur", каже Квинтилијан (XII 10, 4). Располажући таквим техничким могућностима, Зеуксид је насликао грожђе тако верно да су птице долетеле и хтеле га зобати. Тим успехом много се хвалио пред Парасијем. Овај, који се нарочито одликовао финоћом линије, донесе Зеуксиду слику с платненом завесом: Зеуксид хтеде завесу одмаћи да види слику под њом, а када тамо, завеса је била само насликана. Тако је Зеуксид преварио само птице, а Парасије Зеуксида (Plin. XXXV 65).
Забележен је један случај и Парасијева пораза. У једној утакмици на острву Саму учествовао је и Парасије са Тимантом из Сикиона, и том приликом победио га је Тимант, који се нарочито прославио сликом Жртвовање Ифигеније. Надметали су се сликом која је приказивала надметање Ајанта и Одисеја за оружје Ахилејево (Plin. XXXV 71). Дакле, један сликарски нагон за првенство у сликању једног херојског агона! Пријатељима који су се жалостили због његова пораза, он је духовито одговорио да га неуспех нимало не узрујава, само му је жао што је Ајант још једаред побеђен (Athen. XII 543 Ε). 